# IC 421
IC 421 је спирална галаксија у сазвјежђу Орион која се налази на листи објеката дубоког неба у Индекс каталогу.
Деклинација објекта је - 7° 55' 4" а ректасцензија 5h 32m 8,5s. Привидна величина (магнитуда) објекта IC 421 износи 14,2 а фотографска магнитуда 15,0. Налази се на удаљености од 43,260 милиона парсека од Сунца. IC 421 је још познат и под ознакама MCG -1-15-1, UGCA 111, NPM1G -07.0196, IRAS 05297-0757, PGC 17407.